# بینگن (بادن-وورتمبرگ)
بینگن (به آلمانی: Bingen) یک شهر در آلمان است که در زیگمارینگن واقع شده‌است. بینگن ۲٬۸۸۷ نفر جمعیت دارد.